# Moran Mazor
Moran Mazor (Hebraisk: מורן מזור) er en Israelsk sangerinde, som repræsenterede Israel til Eurovision Song Contest 2013 i Sveriges 3. største by Malmø. Hun optrådte med sangen "Rak Bishvilo" (Dansk: Kun for ham).